# ノドジロシトド
ノドジロシトド (学名：Zonotrichia albicollis)は、スズメ目ホオジロ科に分類される鳥類の一種。
性別が4つあるとされるが、正確には2つの行動/色の形態を持つ2つの性別である